# Primeira Guerra Luso-Congo
A Primeira Guerra Luso-Congo foi um conflito armado em Angola entre Portugal e o Reino do Congo. O Congo foi invadido mediante a iniciativa do governador português João Correia de Sousa mas o exército luso-africano foi rechaçado na Batalha de Ambanda-Cassi.
As hostilidades continuaram intermitentemente nas décadas seguintes e só foram oficialmente encerradas mediante tratado de paz negociado entre o rei Garcia II do Congo e o governador Salvador Correia de Sá em 1649, ratificado por D. João IV em 1650.

## Contexto
Após a Guerra de Cassange, em Abril de 1622, o governador João Correia de Sousa exigiu ao rei do Congo D. Álvaro III que substituísse o duque de Ambamba Pedro Afonso, por roubar gado aos portugueses e de albergar escravos e prisioneiros de guerra fugidos.
O capitão-mor Sousa Coelho foi enviado para o Congo com cerca de 30,000 homens, entre os quais 130 soldados europeus, auxiliares ambundos e os temidos mercenários Imbangalas. Era provavelmente a maior força reunida pelos portugueses em Angola até então.

## Decorrer das hostilidades
Invadido o Congo, o exército português dirigiu-se a Nambu-Andongo, nos Dembos ocidentais, cujo soba foi derrotado e a região ocupada.
O rei D. Álvaro III morreu pouco depois a 4 de Maio e deixou um jovem filho incapaz de governar mas, quando se esperava uma guerra civil entre facções rivais de aristocratas que defendiam candidatos diferentes ao trono, mediante os esforços do padre espanhol Brás Correia a aristocracia do Congo concordou em eleger o mais afastado duque D. Pedro Afonso como novo rei. É provável que o momento de crise aliado às capacidades militares e de formar compromissos de D. Pedro tenham ajudado à sua eleição.

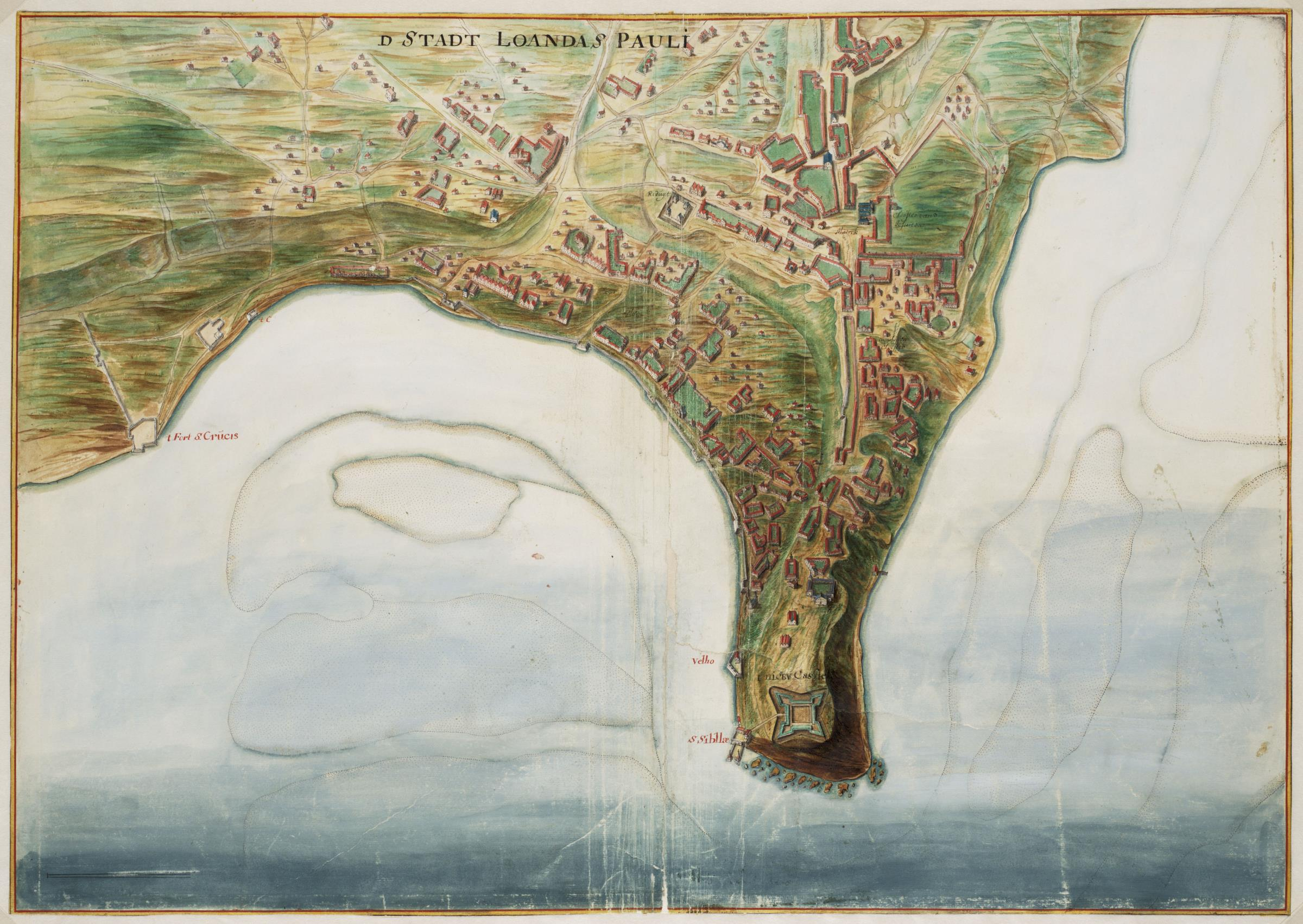
Luanda no séc. XVII.

Entretanto, as tropas portuguesas já haviam avançado sobre Ambamba e quando o novo duque de Ambamba Paulo Afonso acorreu com um exército de 3,000 homens, não fazia ideia que defrontava uma hoste dez vezes maior.

### Batalha de Bumbi
Reunidas as hostes a 18 de Dezembro de 1622, na Batalha de Bumbi o duque de Ambamba D. Paulo Afonso atacou com ânimo e dispersou os arqueiros ambundos sob o comando Sousa Coelho mas os guerreiros congos revelaram-se incapazes de fazer frente à infantaria portuguesa, cujas armas de fogo penetravam os escudos dos congos. O exército congo foi então desbarato por um grande contra-ataque dos mercenários Imbangalas, morrendo no combate tanto D. Paulo Afonso como o marquês D. Cosme de Pemba. No rescaldo da batalha, muitos foram devorados pelos Imbangalas.

### Batalha de Ambanda Cassi
Os portugueses avançaram então por Ambamba mas em Janeiro de 1623 foram desbaratados em Ambanda Cassi pelo exército real do Congo, que provavelmente contabilizava 20,000 homens. O rei D. Pedro depois avançou com o exército real para uma campanha nos Dembos e recuperou para a sua autoridade os sobas que se haviam aliado aos portugueses. Em Bumbi e por toda a região os negociantes portugueses foram atacados, espoliados e alguns deles assassinados, não obstante os esforços do rei D. Pedro II para protegê-los.

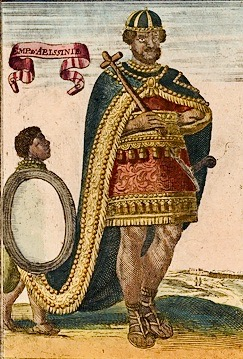
O rei do Congo D. Pedro II.

Ao chegarem notícias da derrota a Luanda, o governador foi deposto pelos portugueses e substituído pelo bispo de Luanda, Simão Mascarenhas, que favorecia a conciliação com o Congo. D. Pedro, porém, escreveu cartas à República dos Países Baixos, propondo-lhes uma aliança para expulsar os portugueses de Angola, a troco de marfim e prata.
O rei D. Pedro II morreu pouco tempo depois e sucedeu-lhe no trono o filho D. Garcia I, que era amigável aos portugueses, enfrentava uma rebelião em Ocanga, uma das mais importantes cidades comerciais a leste do rio Cuango, portanto assinou a paz com os portugueses. Quando uma frota holandesa comandada por Piet Heyn ancorou no Sonho, o conde do Sonho e rei do Congo recusaram-se a dar seguimento à aliança proposta por D. Pedro II.

## Paz
Em Setembro de 1648, o governador Salvador Correia de Sá enviou uma proposta de paz ao rei do Congo D. Garcia II que, porém, a repudiou. Em resposta, em Janeiro de 1648 o governador reocupou a Ilha de Luanda. Vendo-se incapaz de vencer as tropas portuguesas estacionadas na margens do rio Dande, que servia de fronteira entre o Congo e território português, o rei D. Garcia aceitou negociar.
Mediante tratado assinado a 13 de Abril de 1649, o rei D. Garcia II ficou comprometido a prestar vassalagem a Portugal, pagar indemnizações a Luanda, pela guerra em colaboração com holandeses, conceder a Portugal direitos sobre as minas de ouro que se dizia existir em Pemba, reconhecer a Portugal a soberania sobre a ilha de Luanda e sobre os sobas de Ambuíla e Nambuangongo, cujos territórios ficavam nos Dembos. O governador Salvador Correia de Sá nomeou então um capitão-mor para a capital do Congo. O tratado foi parcialmente ratificado pelo rei D. João IV em 1650.
Esta guerra pôs fim a mais de um século de intercâmbio amigável entre Portugal e o Congo e deixou uma marca profunda na memória popular dos congos devido às depredações dos Imbangalas canibais. A perturbação causada nas relações comerciais entre os dois países levou ao declínio da comunidade mercantil portuguesa residente no Congo e foi o começo das hostilidades entre Portugal e o Congo que culminariam na Batalha de Ambuíla em 1665.